# Tereny królestwa Izraela anektowane przez Asyrię
Tereny królestwa Izraela anektowane przez Asyrię.
W wyniku wojny syro-efraimskiej w 732 p.n.e. znaczne tereny królestwa Izraela zostały przyłączone do Asyrii. W roku 722 p.n.e. królowie Salmanasar V i Sargon II doprowadzili do upadku państwa północnego i przyłączyli do państwa asyryjskiego Samarię. Ziemie królestwa Izraela pozostały pod panowaniem państwa nowoasyryjskiego aż do jego upadku w 609 p.n.e.

## Historia
Państwo nowoasyryjskie powstało w X w. p.n.e. Szybki wzrost jego potęgi zaczął się w roku 884 p.n.e. za panowania Aszurnasirpala II. Jego syn Salmanasar III został królem Babilonu i nałożył haracz na królestwo Izraela w okresie panowania Jehu. Lennikami Asyrii byli także Joasz oraz wszyscy królowie począwszy od Szalluma.
W 732 p.n.e. król Tiglat-Pileser III najechał ziemie królestwa Izraela, które połączone sojuszem z Aramem-Damaszkiem wystąpiło przeciwko panowaniu Asyrii. Państwo zostało okrojone jedynie do obszarów Samarii, a z reszty kraju, po wysiedleniu dotychczasowych mieszkańców, utworzono asyryjskie prowincje Megiddo i Dor. W roku 722 p.n.e. królestwo Izraela zostało ostatecznie zajęte przez Asyrię. Asyryjczycy dokonali przesiedlenia ludności na tereny Asyrii i Medii, a na ich miejsce sprowadzili przesiedleńców z innych części państwa – "Babilonu, Kuty, Awwy, Hamat i Seferwaim" (2 Krl 17,24). Według Waldemara Chrostowskiego na terenach królestwa pozostało jednak ok. połowy pierwotnej ludności, a liczba przesiedlonych mieszkańców Mezopotamii nie przekraczała kilku tysięcy.

## Panowanie asyryjskie
Głównymi centrami administracyjnymi asyryjskich prowincji ustanowionych na terytorium Izraela były Megiddo i Samaria. Asyryjskie Megiddo posiadało szachownicowy układ ulic, zbliżony do późniejszych wzorców greckich. Wzniesiona w nim rezydencja asyryjskiego zarządcy była zbudowana według wzorców asyryjskich i syryjskich. Również Samaria została odbudowana według nowych wzorców. Sargon II w kronice babilońskiej przechwala się, że "odbudował miasto lepiej niż było (zbudowane) poprzednio". 
Poza świadectwami architektonicznymi, okres panowania asyryjskiego zapisał się w archeologii pojawieniem się ceramiki nowego typu oraz asyryjskich wyrobów szklanych i metalowych. 
|  |  |  |